# Jordi Roca Mas
Jordi Roca Mas, né le 15 décembre 1970, est un homme politique espagnol membre du Parti populaire (PP).
Il est élu député de la circonscription de Tarragone lors des élections générales de décembre 2015.

## Biographie

### Vie privée
Il est marié et père de deux enfants.

### Profession
Il est informaticien ainsi qu'administrateur de systèmes et développeur.

### Activités politiques
Jordi Roca est conseiller municipal de Tarragone de 2007 à 2015 et député au Parlement de Catalogne de 2012 à 2015.
Le 20 décembre 2015, il est élu député pour Tarragone au Congrès des députés et réélu en 2016.